# 盧阿普拉彎頜象鼻魚
盧阿普拉彎頜象鼻魚，為輻鰭魚綱骨舌魚目象鼻魚科彎頜象鼻魚屬的其中一種，分布於非洲剛果河流域，棲息於水底，具有發電器官，用來偵測獵物。